# Corea del Sur en los Juegos Paralímpicos de Pyeongchang 2018
Corea del Sur estuvo representada en los Juegos Paralímpicos de Pyeongchang 2018 por un total de 36 deportistas, 32 hombres y cuatro mujeres.

## Medallistas
El equipo paralímpico surcoreano obtuvo las siguientes medallas:
| Nombre | Deporte            | Evento                   |
| --- | ------------------ | ------------------------ |
| Oro |                    |                          |
| Sin Eui-Hyun | Esquí de fondo     | 7,5 km sentado masculino |
| Plata |                    |                          |
| — |                    |                          |
| Bronce |                    |                          |
| Sin Eui-Hyun | Esquí de fondo     | 15 km sentado masculino  |
| Han Min-Su Lee Jong-Kyung Lee Yong-Min Jang Dong-Shin Cho Young-Jae Jung Seung-Hwan Cho Byeong-Seok Lee Hae-Man Kim Dae-Jung Jang Jong-Ho Yu Man-Gyun Kim Young-Sung Lee Ju-Seung Lee Ji-Hoon Lee Jae-Woong Choi Kwang-Hyouk Choi Si-Woo | Hockey sobre hielo | Torneo mixto             |